# Gangy z Birminghamu
Peaky Blinders (Gangy z Birminghamu) je britský historický krimi seriál, volně inspirovaný skutečným pouličním gangem z Birminghamu z 20. let 20. století. Seriál byl vytvořen Stevenem Knightem a poprvé byl uveden 12. září 2013 na britské televizní stanici BBC. Bylo odvysíláno 6 řad seriálu.

## Shrnutí
Seriál sleduje život gangu Shelbyových, známých pod jménem Peaky Blinders, po první světové válce. Soustředí se hlavně na lídra gangu Tommyho Shelbyho (Cillian Murphy). Peaky Blinders si své jméno vysloužili zašíváním žiletek do kšiltů svých baretů. Shelbyovi vlastní ilegální sázkovou kancelář a několik dostihových koní. Také vlastní legální firmu na výrobu ginu.
V první sérii je hlavním antagonistou major Chester Campbell (Sam Neill), detektiv vyslaný Winstonem Churchillem do Birminghamu, aby město zbavil kriminálníků, gangů a komunistů. Ve druhé sérii se gang snaží o rozšíření svého území mimo Birmingham. Znovu se objevuje detektiv Campbell. Ve třetí a čtvrté sérii je rodina sužovaná italskou mafií, v čele s Lukou Changrettou (Adrien Brody). V páté sérii Tommy Shelby rozšiřuje své území do USA a vstupuje do politiky.

## Obsazení
- Cillian Murphy jako Thomas „Tommy“ Shelby lídr Peaky Blinders.
- Helen McCroryová jako Elizabeth „Polly“ Grayová, tetička Tommyho a jeho sourozenců.
- Paul Anderson jako Arthur Shelby, nejstarší ze sourozenců.
- Sam Neill jako Major Chester Campbell (1.–2. série), detektiv vyslán do Birminghamu.
- Annabelle Wallisová jako Grace Burgessová (Shelbyová), tajná agentka, později manželka Tommyho.
- Joe Cole jako John Shelby (1.–4. série), třetí bratr.
- Sophie Rundleová jako Ada Thorneová, dříve Shelbyová, jediná sestra Tommyho .
- Iddo Goldberg jako Freddie Thorne (1. série), komunista, manžel Ady.
- Ned Dennehy jako Charlie Strong, majitel Birminghamské loděnice, rodinný přítel.
- Finn Cole jako Michael Gray (2.–5. série), Pollyin syn.
- Tom Hardy jako Alfred „Alfie“ Solomons (2.–5. série), vůdce židovského gangu v Camden Town.
- Charlotte Rileyová jako May Carletonová (2., 4. série), milenka Tommyho, trenérka jeho koní.
- Packy Lee jako Johnny Dogs, přítel Tommyho.
- Benjamin Zephaniah jako Jeremiah Jesus, kazatel a přítel gangu.
- Aimee-Ffion Edwardsová jako Esme Leeová (Shelbyová) (1.–4., 6. série), manželka Johna.
- Natasha O'Keeffeová jako Lizzie Starková (Shelbyová), bývalá prostitutka, matka Tommyho dcery.
- Kate Phillipsová jako Linda Shelbyová, manželka Arthura.
- Charlie Murphyová jako Jessie Edenová (4.–5. série), milenka Tommyho.
- Adrien Brody jako Luca Changretta (4. série), lídr italské mafie.
- Aidan Gillen jako Aberama Gold (4.–5. série), spojenec gangu, milenec Polly.
- Anya Taylor-Joyová jako Gina Grayová (5. série), manželka Michaela Greye.
- Alfie Evans-Meese (1. série), Harry Kirton (2.–5. série) jako Finn Shelby, nejmladší bratr.
- Sam Clafflin jako Oswald Mosley (5.– 6. série), britský fašista.

## Epizody
| Řada | Díly | Premiéra v UK      | Premiéra v UK     |
| Řada | Díly | První díl          | Poslední díl      |
| ---- | ---- | ------------------ | ----------------- |
| 1    | 6    | 12. září 2013      | 17. října 2013    |
| 2    | 6    | 2. října 2014      | 6. listopadu 2014 |
| 3    | 6    | 5. května 2016     | 9. června 2016    |
| 4    | 6    | 15. listopadu 2017 | 20. prosince 2017 |
| 5    | 6    | 25. srpna 2019     | 22. září 2019     |
| 6    | 6    | 27. února 2022     | 3. dubna 2022     |

## Film
Po oznámení, že šestá řada bude poslední, Steven Knight objasnil, že po roční produkční přestávce v roce 2020 bylo rozhodnuto namísto sedmé řady seriálu, vyprodukovat celovečerní film s dalšími napojenými, potenciálně následujícími seriály. Při přebírání ceny Returning Drama, Knight potvrdil, že výroba by mohla začít v polovině jara roku 2023 s tím, že může být později odložena. V červnu 2024 Netflix potvrdil, že Cillian Murphy se vrátí do role Thomase Shelbyho. Natáčení začalo v září 2024 pod názvem The Immortal Man.